# Langenbruck
Langenbruck é uma comuna da Suíça, no Cantão de Basileia-Campo. Em 2017 possuía 957 habitantes. Estende-se por uma área de 15,69 km², de densidade populacional de 61,1 hab/km². Confina com as comunas de Bennwil, Egerkingen (SO), Eptingen, Hägendorf (SO), Holderbank (SO), Mümliswil-Ramiswil (SO), Oberdorf e Waldenburg. 
A língua oficial nesta comuna é a língua alemã.

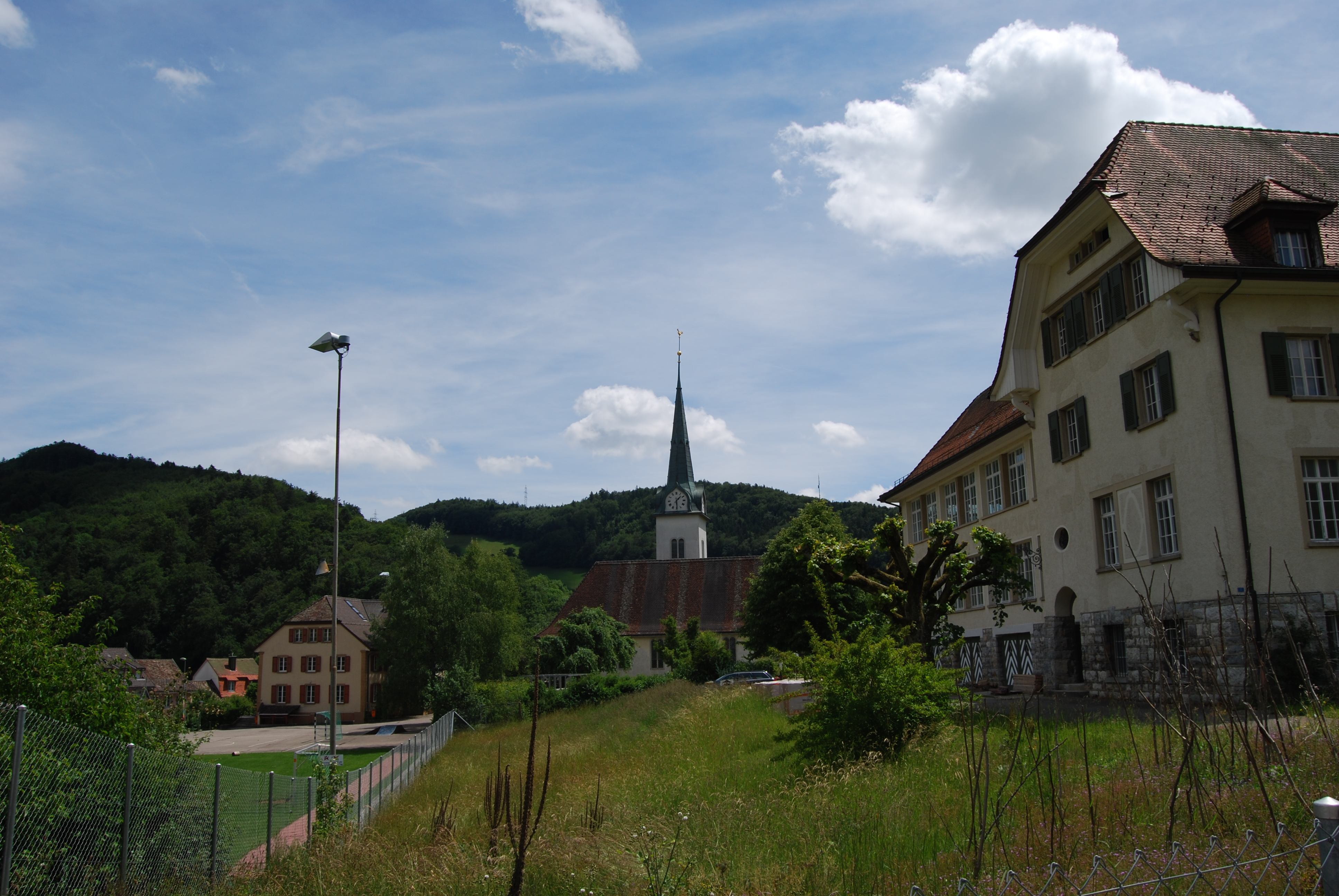
Langenbruck